# تيرا باتريك
تيرا باتريك (مواليد 25 يوليو 1976) هي ممثلة إباحية أمريكية سابقة وعارضة.فازت بعدة جوائز مثل جوائز إيه في إن، جائزة إكس روكو وجائزة إكس بي آي زد.

## روابط خارجية
تيرا باتريك على موقع IMDb (الإنجليزية)
- تيرا باتريك على موقع إن إن دي بي (الإنجليزية)
- تيرا باتريك على موقع ديسكوغز (الإنجليزية)
- تيرا باتريك على موقع قاعدة بيانات الفيلم (الإنجليزية)
- تيرا باتريك على موقع كينوبويسك (الروسية)